# كوثر (اسم)
كوثر هو اسم مؤنث عربي على وزن فَوعل معناه الخير الوفير ويوجد سورة في القرآن باسم سورة الكوثر.

## معنى الاسم
معناه: الكثير من الخير والمال، الكثير من كل شيء، الغبار الكثير المتراكم، فالكوثر هو الكثير.

## ذكره في القرآن الكريم
يوجد سورة كاملة باسم سورة الكوثر، في قوله تعالى: ﴿إِنَّا أَعْطَيْنَاكَ الْكَوْثَرَ ۝١﴾ [الكوثر:1]. وفسَّروه بأنه اسم نهر في الجنة ماؤه أشدُّ بياضاً من اللبن وأحلى من العسل.

## ذكره في السنة
نهر الكوثر هو نهر عظيم، يوضع في أرض المحشر يوم القيامة، يشرب منه النبي هو وأمته، سُئل النبي صلى الله عليه وسلم عن الكوثر، فقال «ذاك نهر أعطاني إياه ربي»، وفي رواية، قال «إنه نهر وعدني به ربي عز وجل في الجنة، عليه خير كثير، ترد عليه أمتي يوم القيامة، آنيته عدد النجوم». 

## شخصيات لها نفس الاسم
- كوثر العسال ممثلة مصرية
- كوثر عظيمي روائية وكاتبة قصص قصيرة جزائرية فرنسية،
- كوثر وعلال لاعبة جودو حزائرية
- كوثر شفيق ممثلة مصرية
- كوثر الباردي ممثلة تونيسية
- كوثر رمزي ممثلة مصرية
- كوثر الأربش كاتبة وشاعرة سعودية
- كوثر بن هنية مخرجة سينمائية تونيسية
- كوثر حفيظي باحثة فيزيائية مغربية
- كوثر بلحاج ممثلة تونيسية
- كوثر البشراوي مذيعة تونيسية
- كوثر النشاشيبي مذيعة وممثلة أردنية